# Штурм

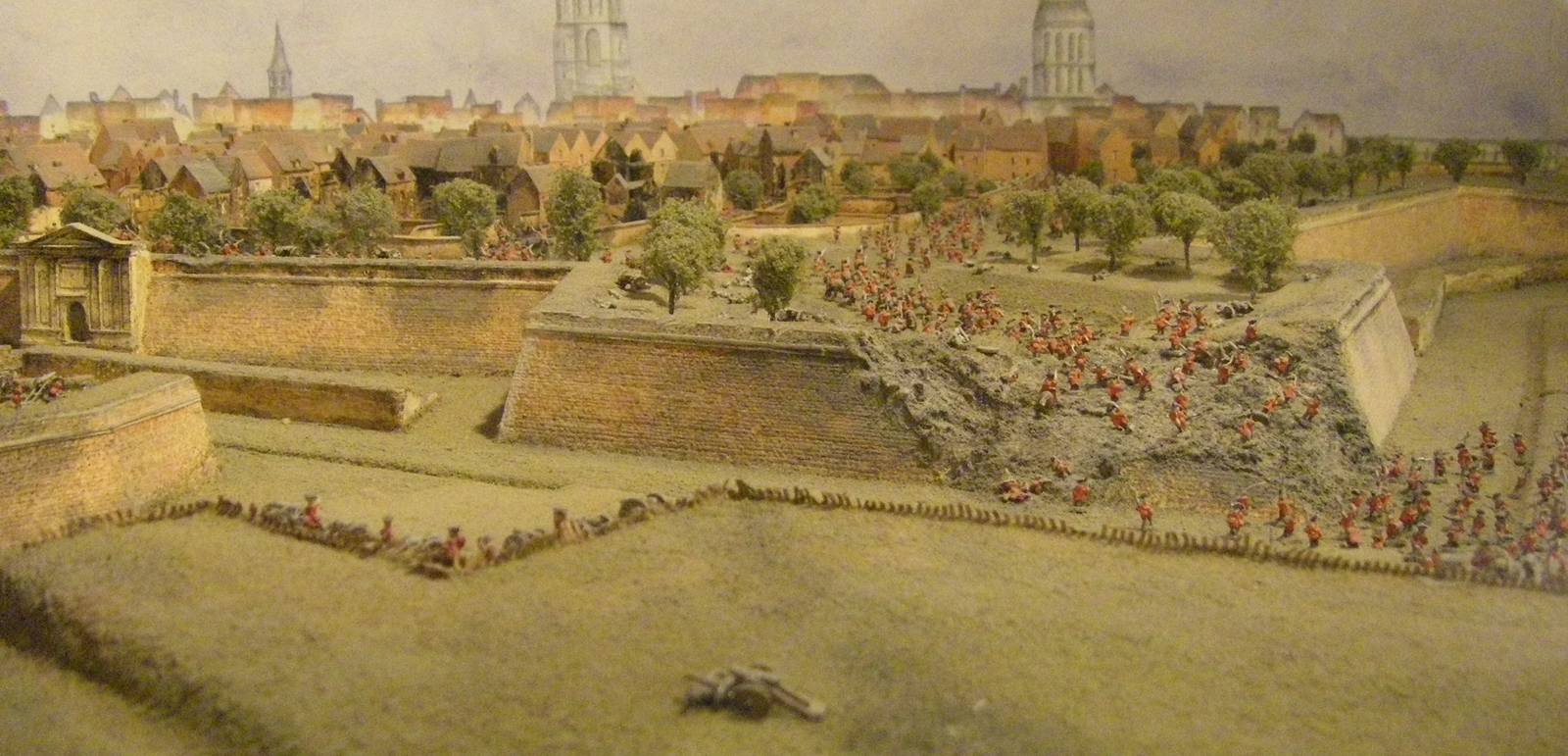
Диорама штурма крепости, Музей планов и рельефов (Париж)

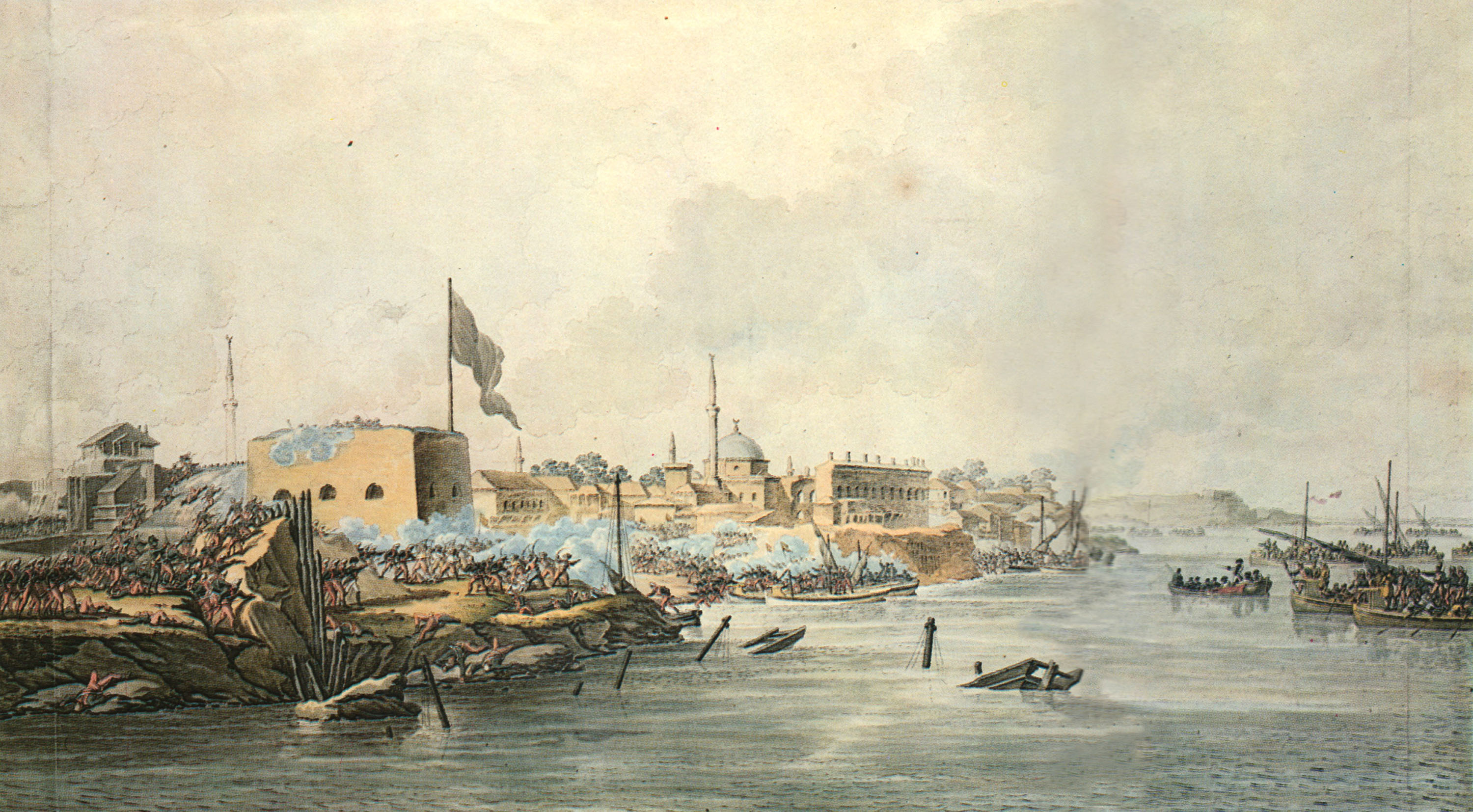
Штурм турецкой крепости Измаил. Гравюра С. П. Шифляра на основе натурной зарисовки.

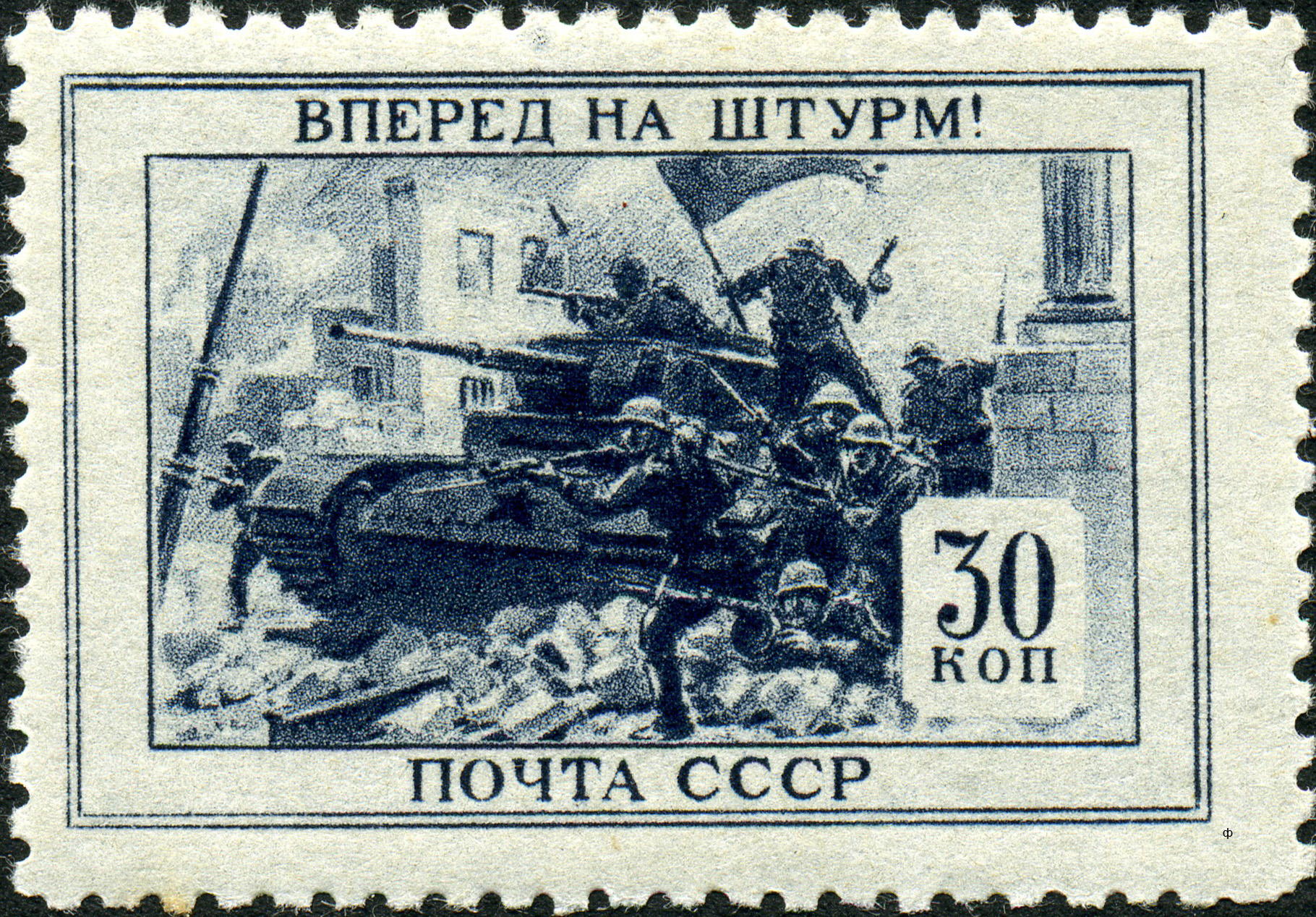
"Вперёд на штурм!, марка Почта СССР, 1945 год.

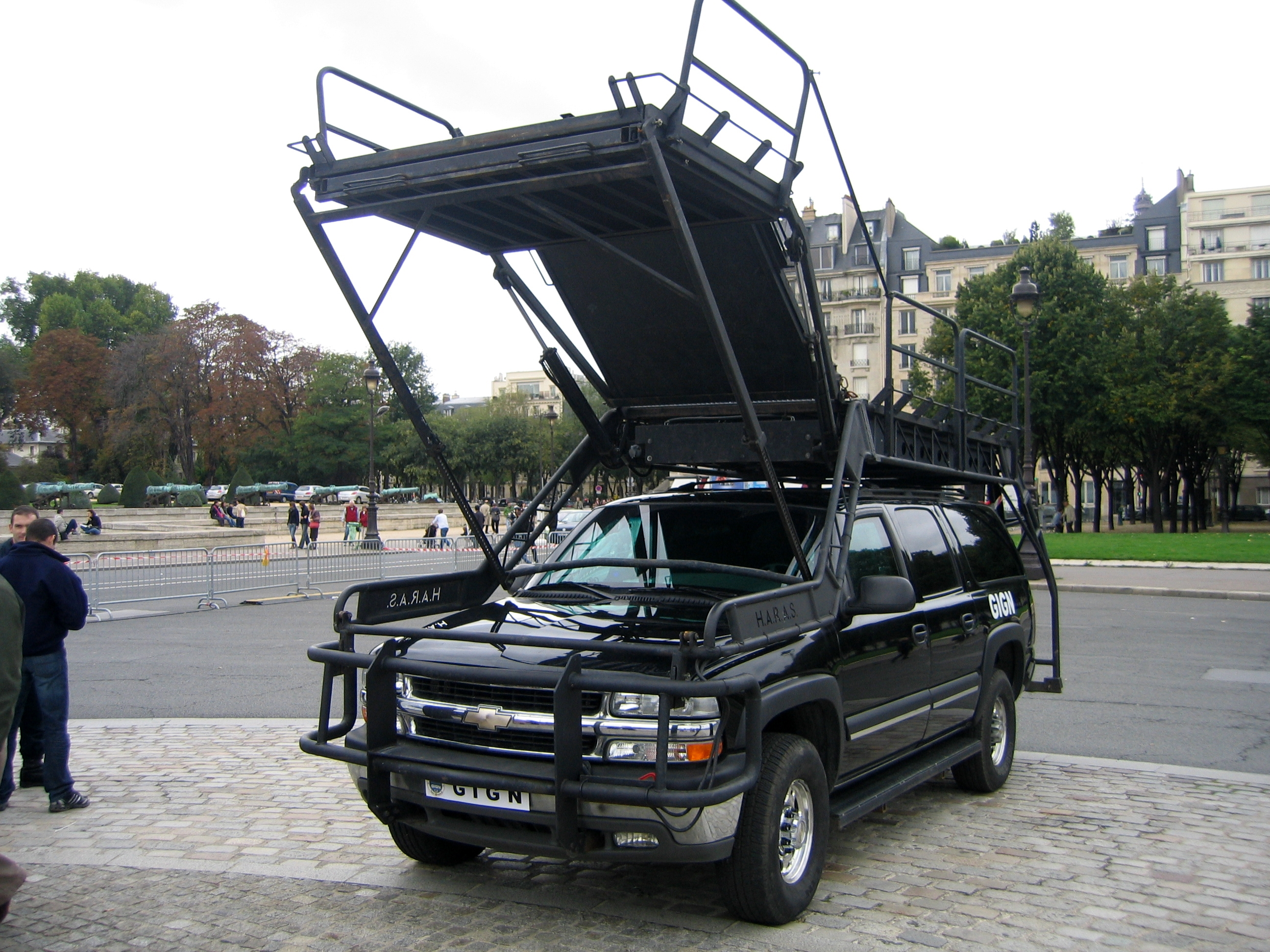
Специальный автомобиль GIGN, предназначенный для штурма зданий.

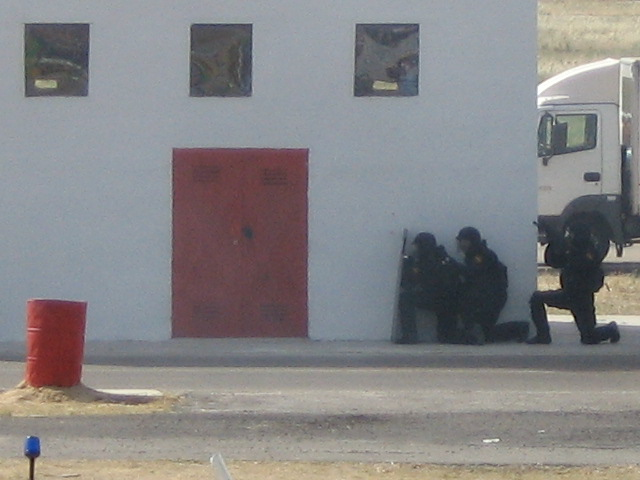
Показательный штурм здания испанским подразделением спецназа GEO

Штурм (нем. Sturm — атака, приступ) — способ овладения крепостью, аэродромом,  городом или сильно укреплённой группой позиций, заключающийся в быстром и часто неожиданном нападении силами, часто превосходящими противника в уровне боевой подготовки или численности. 
Штурму крепости, города и так далее (опорного пункта) может предшествовать длительная осада с целью истощения сил их  защитников.
В зависимости от предшествующих действий штурм является или в виде атаки открытой силой, или в форме внезапного нападения. В первом случае успех основан на превосходстве сил атакующего и на подготовке штурма артиллерийским огнём с целью ослабить огонь обороняющегося, произвести разрушения в занятых им фортификационных сооружениях и тем подготовить путь для штурмовых колонн. Успех же внезапного нападения основывается на неподготовленности защитников, соответственно чему нападение стараются произвести ночью или на рассвете, неожиданно для обороняющегося, скрытно приблизившись к месту его расположения.

## История
В XIX веке штурм обычно производился в следующем порядке. Впереди наступает стрелковая цепь, которая при внезапном нападении не стреляет и действует только штыками; за цепью — команды рабочих, преимущественно из саперов, с принадлежностями для преодоления препятствий; затем — собственно штурмовые колонны, сливающиеся с цепью в момент решительного удара в штыки, и наконец — резервы частные и общие, развивающие успех и прикрывающие отступление в случае неудачи. Если атака ведется на укрепление долговременное с сильными преградами, не разрушенными предварительной артиллерийской подготовкой, то для спуска в ров и эскалады эскарповых стен команды рабочих подносят различного рода штурмовые принадлежности, как то: канаты, лестницы, штурмовые мосты и прочие.
Блестящими примерами атаки открытой силой и внезапного нападения служат штурм Измаила русскими войсками под начальством Суворова в 1790 году и штурм Карса в 1877 году.

## В настоящее время
В настоящее время штурм иногда проводится для захвата подозреваемых террористов, забаррикадировавшихся в зданиях, и спасения заложников. Для штурма применяются силовые структуры, такие как: СОБР, SWAT и другие специальные подразделения.

## Известные штурмы
Некоторые известные штурмы:
- Штурм Берлина
- Штурм Кёнигсберга (6—9 апреля 1945 года)
- Штурм Батурина
- Штурм города маллов
- Штурм Грозного (1994—1995)
- Штурм Гянджи
- Штурм дворца Амина
- Штурм Очакова
- Штурм Праги (1794)
- Штурм Урги
- Штурм Шуши